# 青山湖西站
青山湖西站位于中华人民共和国江西省南昌市东湖区洪都北大道，是南昌地铁3号线的地铁车站，车站于2020年12月26日和3号线一同启用。

## 车站结构
车站位于湖滨西路与洪都北大道的交叉口，为地下二层岛式车站:55。

### 楼层
| 1层  | 地面               | 出入口                       |  |  |
| -1层 | 站厅               | 自动售票机、客服中心         |  |  |
| -2层 |                    | █ 3号线 往银三角北（上沙沟） |  |  |
|      | 岛式站台，左侧开门 |                              |  |  |
|      |                    | █ 3号线 往京东大道（国威路） |  |  |

### 出入口
| 编号                   | 指示       | 图片 | 建议前往的目的地                                       |
| ---------------------- | ---------- | ---- | ------------------------------------------------------ |
| 出口 · 2L · 升降机标志 | 洪都北大道 |      | 青山湖、湖滨西路、赣州市人民政府驻南侧办事处、江中花园 |
| 出口 · 4L              | 洪都北大道 |      | 竑鼎福第、西格玛国际商务中心、隆兴民居                 |
| 註： 設有              |            |      |                                                        |

## 历史
- 2014年1月23日3、4号线优化调整规划批前公示，3号线改动走向后在此设站[2][3]。
- 2014年3月21日公布的“南昌市城市快速轨道交通建设规划（2014-2020）环评”显示本站名为洪都北大道站[4]。
- 2015年5月5日《南昌市城市轨道交通第二期建设规划(2015-2021)》得国家发改委批复，显示本站名为“洪都北大道站”[5]。
- 2015年7月20日南昌市轨道交通3号线工程环境影响评价文件拟受理情况的公示，[6]公布了《南昌市轨道交通3号线工程环境影响报告书（公示稿）》[1]。
- 2015年8月4日《关于南昌市轨道交通3号线工程规划选址的批前公示》，“洪都北大道站”位于湖滨西路与洪都北大道的交叉口[7][8]。
- 2016年8月6日南昌晚报报道了地铁2、3号线车站改名情况；本站改名为青山湖西站[9]。